# Die Frau des Arbeiters
Die Frau des Arbeiters (Originaltitel Työmiehen vaimo) ist ein Theaterstück der finnischen Schriftstellerin Minna Canth, erschienen 1885. Es war das erste in finnischer Sprache geschriebene sozialkritische Schauspiel.

## Handlung
Der Arbeiter Risto heiratet Johanna. Auf der Hochzeit erscheint seine ehemalige Geliebte, das Zigeunermädchen Kerttu, genannt Homsantuu (Bezeichnung für eine unordentliche, schlampige Frau), und wirft ihm seinen Treuebruch vor. Risto lacht sie aus. Johanna ist über sein Verhalten entsetzt und will ihn sofort verlassen, doch ihre Freundinnen – außer der eigensinnigen Vappu, die sie bestärkt – halten sie zurück und erinnern sie an ihr Eheversprechen. 
Johanna bleibt bei Risto, der binnen kurzem ihr Geld vertrinkt. Sie hat keine rechtliche Handhabe, ihn daran zu hindern. Als das Geld verprasst ist, schafft Risto den Hausrat fort, um ihn zu verkaufen oder zu verpfänden, auch einen wertvollen Stoff, den Johanna für die reiche Frau Vörsky bearbeiten soll. 
Schließlich verlässt Risto Johanna und kehrt zu Homsantuu zurück. Johanna bricht zusammen und stirbt im Delirium.
Als auch bei Homsantuu nichts mehr zu holen ist, lässt Risto sie ebenfalls sitzen und wendet sich Vappu zu, die jedoch nichts von ihm wissen will. Sie nimmt aber sein Kind in Pflege. Homsantuu erscheint außer sich vor Zorn bei Risto und bedroht ihn mit einer Pistole, wird jedoch von der Polizei überwältigt und abgeführt. Risto geht zufrieden mit seinen Freunden in die Kneipe.

## Wirkung
1885, im Jahr des Erscheinens von Työmiehen vaimo, verabschiedete das finnische Parlament ein Gesetz, nach dem die Frau auch in der Ehe ihr Eigentum behielt. Ein direkter Einfluss des Theaterstücks ist jedoch zweifelhaft.

## Veröffentlichungen
- Työmiehen vaimo. WSOY, Porvoo 1885
- Työmiehen vaimo. Söderström, Helsinki 2003, ISBN 951-0-27818-1
- Die Frau des Arbeiters. Barnstorf, 2008, deutsche Übersetzung von Nadine Erler, ISBN 978-3-940597-13-7